# Ceară

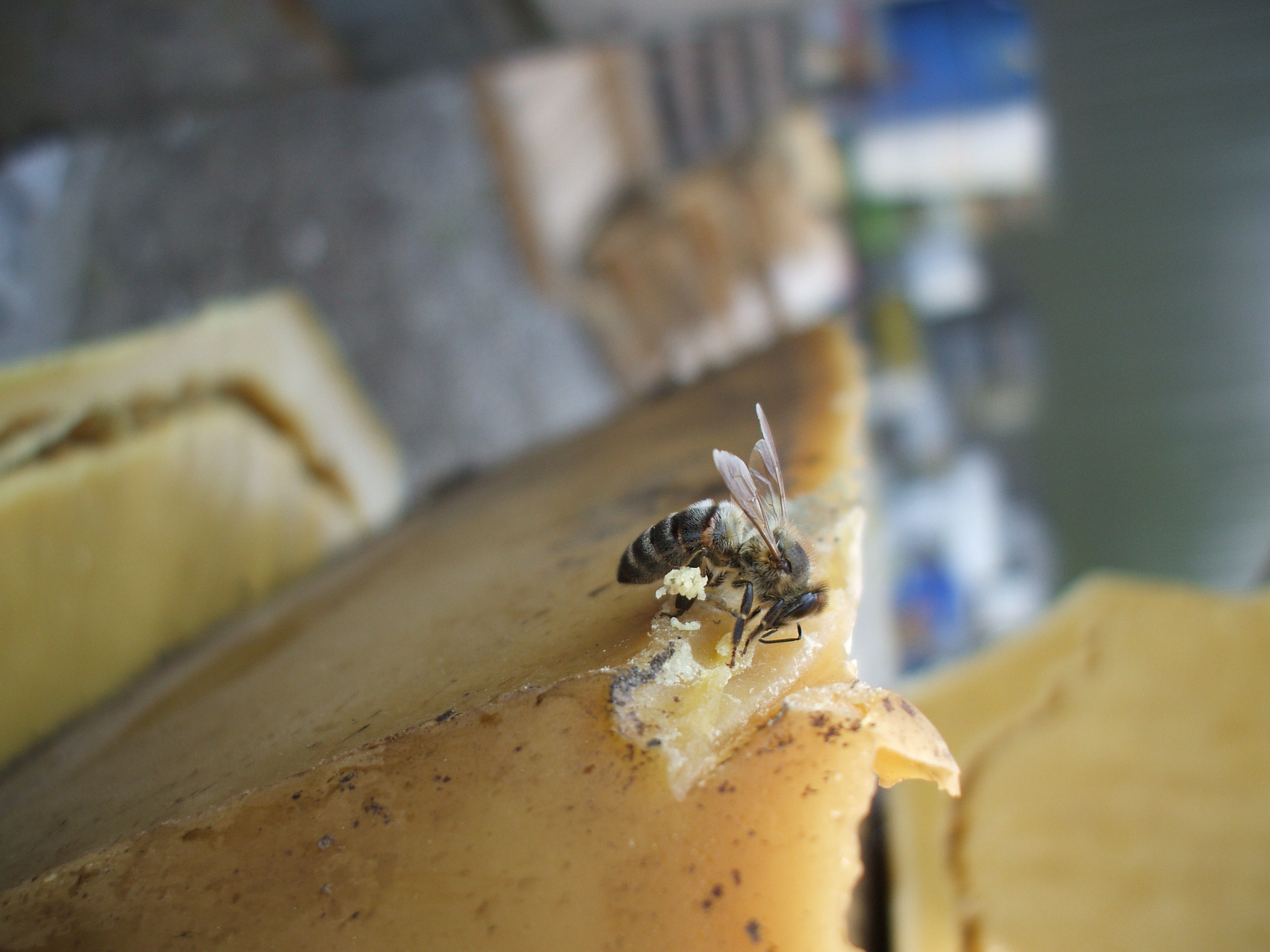
Ceară de albine

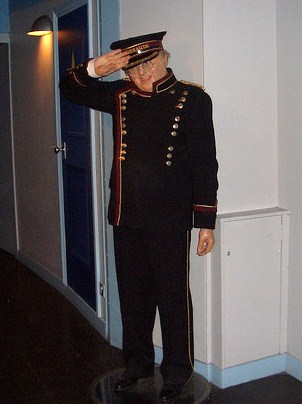
Replica lui Benny Hill, expusă în Muzeul figurilor de ceară din Londra

Ceară (din latină cera) este o denumire generică pentru o serie de produse naturale, de origine animală, vegetală, minerală, sau sintetice, care au proprietatea de a fi plastice, insolubile în apă, de a se înmuia și a se topi la temperaturi destul de joase.
Din punct de vedere chimic, ceara este amestec al unui ester al etilenglicolului și a doi acizi grași sau al unui monoester al unui acid gras cu un alcool cu lanț lung. Termenul de ceară a făcut timp îndelungat referire la ceara de albine, substanță secretată de albine pentru construirea fagurilor stupilor lor. Această ceară este o substanță de culoare gălbuie, cu miros plăcut, caracteristic, produsă de albine, care se recoltează prin topirea fagurilor.
În Antichitate, ceara se utiliza pentru acoperirea tăblițelor de lemn (tăbliță cerată, în latină tabula cerata) pe care se scria cu un condei de metal sau de os, ascuțit la un capăt și turtit la celălalt, denumit stil (în latină stilus). (În anii 1786-1855, în diferite galerii de mină de la Roșia Montană, anticul Alburnus Maior, au fost descoperite 25 de table cerate romane, care datează din anii 131-167 p. Chr.)
După apariția documentelor scrise pe papirus sau pe pergament, ceara se folosea pentru asigurarea autenticității actului sau garantarea secretului, prin aplicarea de sigilii.
În trecut, tot din ceară se confecționau și lumânările; în zilele noastre, ele se confecționează din parafină.
În Evul Mediu pentru turnarea statuilor de bronz s-a folosit procedeul în ceară pierdută, care permitea turnarea dintr-o singură bucată, în timp ce în Antichitate se folosea metoda turnării pe bucăți, urmată de asamblarea acestora. 
În prezent, denumirea de ceară se dă unei game largi de substanțe, folosite industria farmaceutică, electronică, industria hârtiei, cosmetică și în alte domenii, cum ar fi:
- Ceară de balenă denumrire pentru spermanțet, care este un ulei de cașalot.
- Ceară de carnauba, cod E903, este un derivat dintr-un palmier sud-american. Se folosește la fabricat cerneluri, dar și în cosmetică; ocazional cauzează reacții alergice. [3] Ceara de carnauba oferă stabilitate rujurilor, creioanelor de contur și rimelului, chiar și la temperaturi ridicate. Se folosește și în rețetele pentru ceara de parchet, creme de lustruire, de lăcuire și pentru încălțăminte, în producerea săpunului și lumânărilor, învelișurilor protectoare pentru pastile și ca agent de finisare pentru drajeuri. [4]
- Ceară de parchet, care este un amestec de ceară sintetică cu parafină, cerezină, ceară vegetală și cu alte substanțe, care formează pe parchet o peliculă lucioasă, protectoare.
- Ceară de mobilă, folosită pentru tratarea suprafețelor din lemn, este fabricată dintr-un amestec de ceară de albine și ulei de in.
- Ceară roșie este un amestec de colofoniu, șelac, ulei de terebentină și coloranți minerali, care, datorită proprietăților sale plastice la încălzire, este utilizată la sigilarea scrisorilor, pachetelor, la închiderea ermetică a flacoanelor.
- Ceară montană, sau ceară de lignit, care este o ceară minerală, obținută din cărbunii bruni, este un amestec de esteri obținuți din lignitul bituminos prin extracție cu solvenți. În stare brută aceste produse sunt dure și de culoare închisă; după rafinare pot fi albe. Este cunoscută și sub denumirea germană Montanwachs.[5] Ceara montană de culoare albă se întrebuințează ca material electroizolant, la impregnarea hârtiei și la fabricarea unor vopsele speciale. [6]
- Ceară de turbă, obținută din turbă, prezintă caracteristici fizice și chimice similare cu ceara de lignit, dar este puțin mai moale. [5]
- Ceară vegetală se numește un strat care acoperă suprafața plantelor și, mai ales, a fructelor.
- Ceară de pământ este o ceară minerală, din hidrocarburi parafinice, de culoare galbenă, galbenă-brună, verzuie sau negricioasă, cu miros aromatic și ușor fuzibilă, folosită la fabricarea lumânărilor, denumită și ozocherită. [7]
- Ceară de ureche, care este o substanță ceroasă, care se formează în canalul extern al urechii, denumită și cerumen.
- Ceară de epilat, care este un produs depilator, conținând un amestec de produși naturali (ceară de albine, colofoniu), care folosește la îndepărtarea părului de pe piele, prin metoda mecanică. Punctul său de topire se situează la 72 °C. [8]